# CSI: Fatal Conspiracy
CSI: Fatal Conspiracy is een videospel gebaseerd op de televisieserie CSI: Crime Scene Investigation. Het is het negende spel uit de CSI-franchise.
Dompel jezelf onder in de CSI-wereld en werk samen met de agenten van het 10e CSI-seizoen, inclusief personages zoals Ray Langston, Catherine Willows en Nick Stokes. Kruip in de huid van een CSI-detective, verzamel bewijsmateriaal op de plaats delict, zoek naar voorwerpen die mogelijk verband houden met de zaak en onthul verborgen bewijs via observatie. Interview getuigen en verdachten via een uitgebreid ondervragingssysteem. Analyseer het bewijs via de nieuwste technologieën en gebruik nieuw ultrageluid en high-tech SLR camera’s in het spel.